# Zeichen (Stadt Wehlen)
Koordinaten: 50° 56′ 45,79″ N, 14° 0′ 30,57″ O

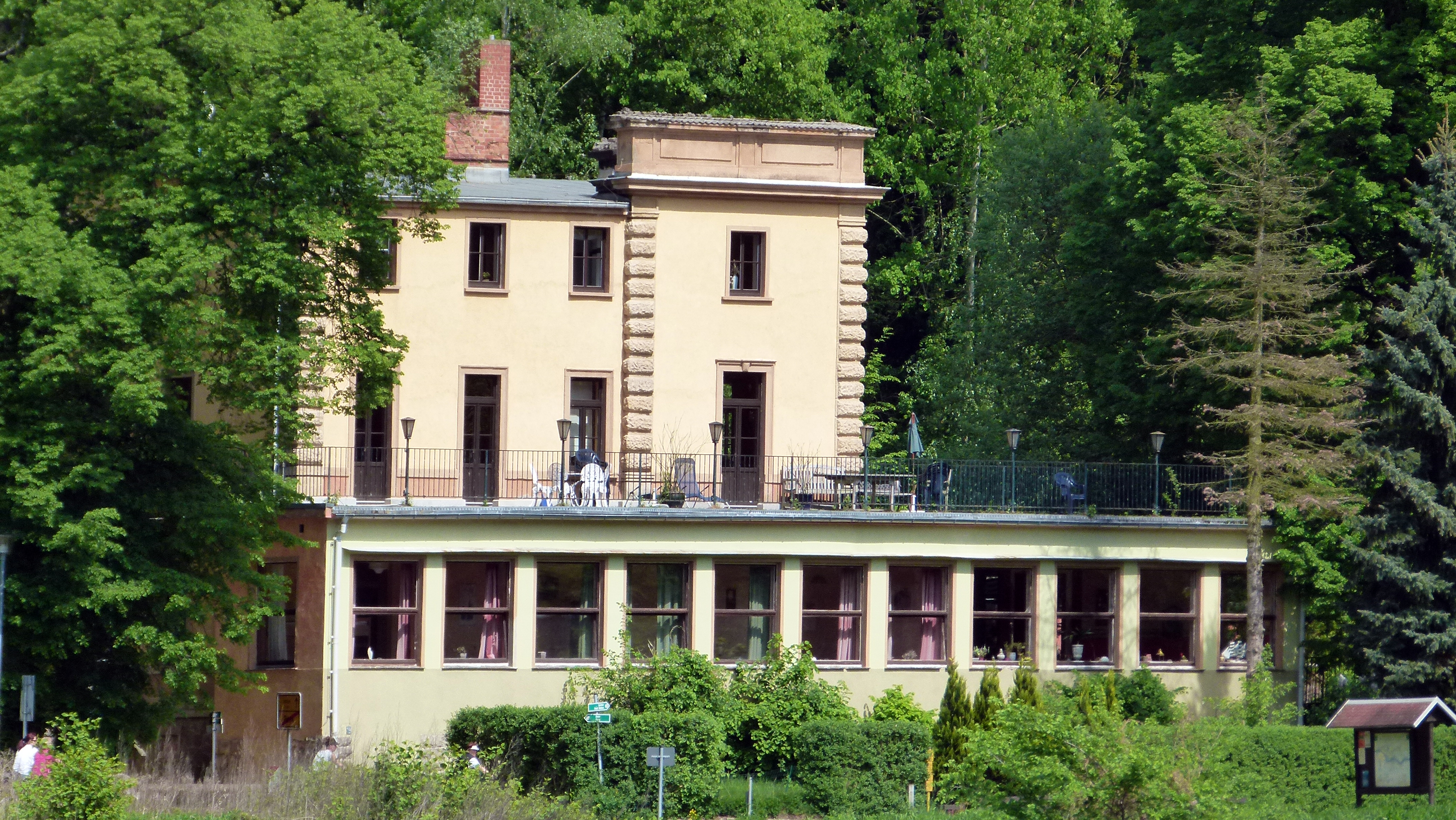
Denkmalgeschütztes ehemaliges Fährhaus

Zeichen ist ein rechts der Elbe gelegener Weiler und gleichzeitig ein Stadtteil der Stadt Wehlen in der Sächsischen Schweiz im Landkreis Sächsische Schweiz-Osterzgebirge des Bundeslandes Sachsen.

## Geschichte
Die ehemals selbständige Gemeinde wurde am 1. April 1939 in die Stadt Wehlen eingemeindet. In Zeichen befindet sich das ehemalige Fährhaus, das heute nicht mehr als solches genutzt wird und sich in privatem Besitz befindet.

### Einwohnerentwicklung
| Jahr      | 2010 | 2011 | 2012 | 2013 | 2014 | 2015 | 2016 |
| --------- | ---- | ---- | ---- | ---- | ---- | ---- | ---- |
| Einwohner | 36   | 35   | 35   | 30   | 33   | 32   | 28   |